# Kirby's Dream Course
Kirby´s Dream Course, conocido en Japón como Kirby Bowl (カービィボウル  Kābī Bōru?), desarrollado por Hal Laboratory y distribuido por Nintendo, es la quinta entrega de la saga, y primer juego de Kirby para la consola SNES. Este es el segundo juego que no sigue la misma faceta Kirby en las plataformas, dado que es un juego de golf.

## El juego
Este juego, a diferencia de los demás, no es de plataformas. En él debemos dirigir a Kirby, el cual estará transformado en una pelota por un tablero chocando y eliminando enemigos. Por el tablero habrá algunos obstáculos que deberá evadir.
Para lanzar a Kirby, basta con presionar el botón A y elegir la trayectoria más adecuada. También si se presiona el botón arriba, la trayectoria será más larga y hará que Kirby se alce del suelo y haga un pequeño vuelo. Luego de haber elegido la trayectoria, habrá que seleccionar la potencia y alinear las otras dos direcciones por la cual saldrá lanzado.